# Christopher Balme

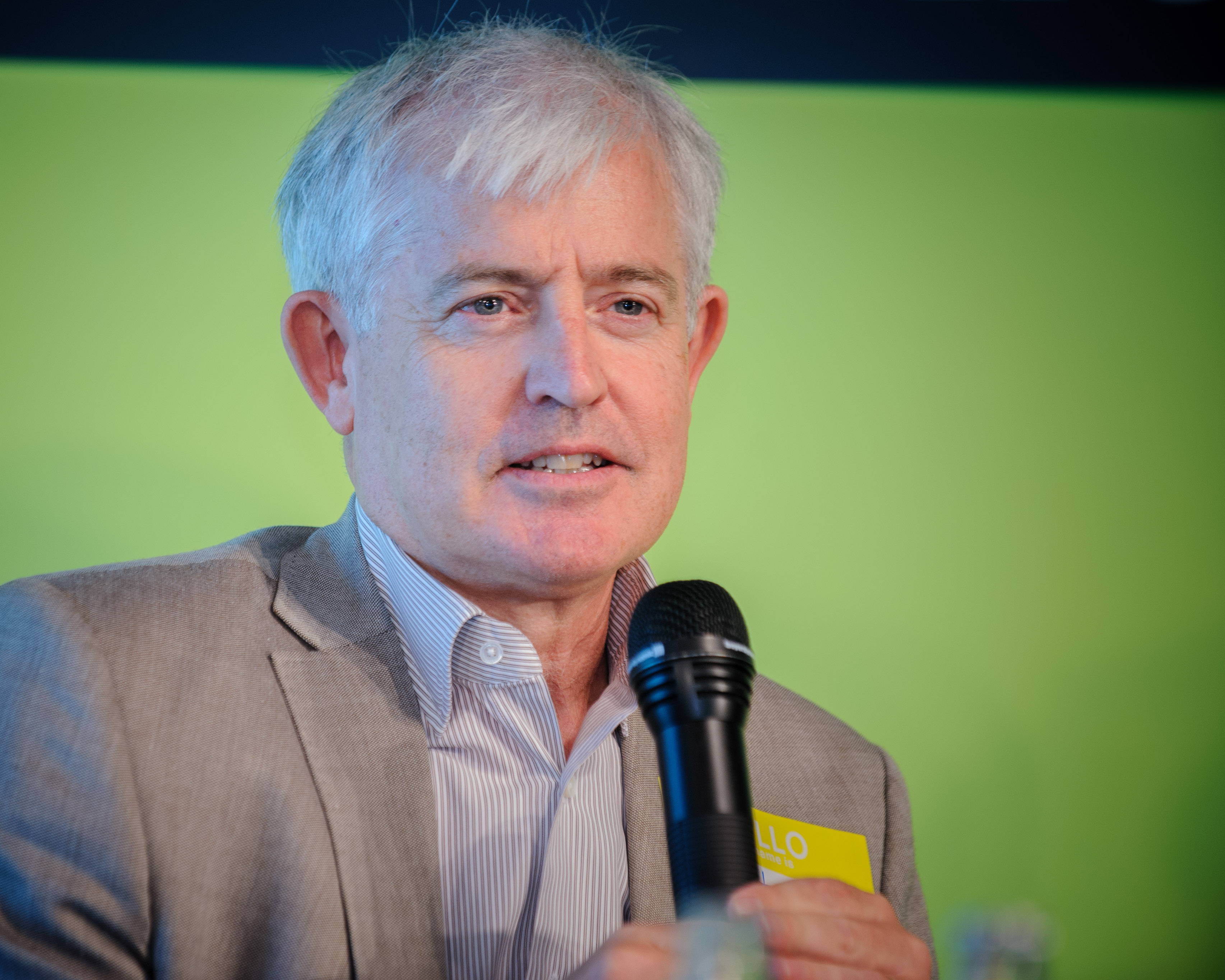
Christopher Balme, 2013

Christopher B. Balme (* 1957 in Neuseeland) ist ein neuseeländischer Theaterwissenschaftler und ehemaliger Direktor des Instituts für Theaterwissenschaft an der Ludwig-Maximilians-Universität München.

## Leben
Balme wuchs auf in Neuseeland. Er studierte Germanistik, Theaterwissenschaft und Kulturanthropologie in Auckland, Otago und München. Er war Lehrstuhlinhaber für Theaterwissenschaft an der Universität Mainz. Von 2004 bis 2006 stand er dem Studienbereich Theaterwissenschaft an der Universität Amsterdam vor. Von 2006 bis 2023 war Balme W3-Professor für Theaterwissenschaft an der LMU München und Direktor des Instituts, dabei von 2007 bis 2010 auch Dekan der Fakultät für Geschichts- und Kunstwissenschaften. Seine Arbeitsschwerpunkte sind die Geschichte des deutschsprachigen Theaters, Intermedialität, Theateranthropologie und postkoloniales Theater.
Neben seiner Tätigkeit als Direktor des Instituts für Theaterwissenschaft der LMU München ist er Herausgeber der Zeitschrift Forum Modernes Theater. Er ist Autor einführender Werke in die Theaterwissenschaft; auf Englisch erschien die Cambridge Introduction to Theatre Studies (2008), seine Einführung in die Theaterwissenschaft erschien 2014 in fünfter Auflage.

## Publikationen (Auswahl)
- Einführung in die Theaterwissenschaft. 6. Auflage. Berlin 2021, ISBN 978-3-503-20581-3
- The theatrical public sphere. Cambridge 2014, ISBN 9781139051668
- Theater im postkolonialen Zeitalter. Reihe Theatron. Tübingen 1995
- (Hrsg.) Das Theater von Morgen. Texte zur deutschen Theaterreform 1870–1920. Würzburg 1988
- (Hrsg. mit Klaus Lazarowicz) Texte zur Theorie des Theaters. Stuttgart 1990
- Decolonizing the Stage. Oxford 1999
- Pacific Performances: Theatricality and Cross-Cultural Encounter in the South Seas. Houndmills 2006